# Svatý Domnius
Svatý Dominus, též Damianus (chorvatsky sveti Dujam, Duje, Domnio, Doimus, nebo Domninus) byl římský občan, který se kolem roku 300 po Kristu stal prvním biskupem křesťanské diecéze v Saloně v římské provincii Dalmatia.
Je uctíván jako světec pravoslavnou, římskokatolickou církví, je patronem nedalekého města Splitu a svátek má 7. května (podle jiných zdrojů 12. nebo 11. května).

## Legenda
Domnius zemřel jako mučedník společně se sedmi dalšími křesťany v době pronásledování císařem Diokleciánem. Narodil se v Antiochii v dnešním Turecku a byl sťat roku 304 v Saloně, či ve splitském Diokleciánově paláci.
S největší pravděpodobností byl mučedníkem ve 4. století, existuje však také křesťanská tradice, která tvrdí, že byl jedním ze sedmdesáti učedníků v 1. století. Tato tradice praví, že Domnio přišel do Říma se svatým Petrem a jím byl později vyslán na evangelizační misii do Dalmácie, kde zemřel jako mučedník spolu s osmi vojáky, které obrátil na křesťanství.
Salona bylo velké římské město, metropole provincie Dalmácie, poblíž dnešního chorvatského města Solinu.

## Úcta

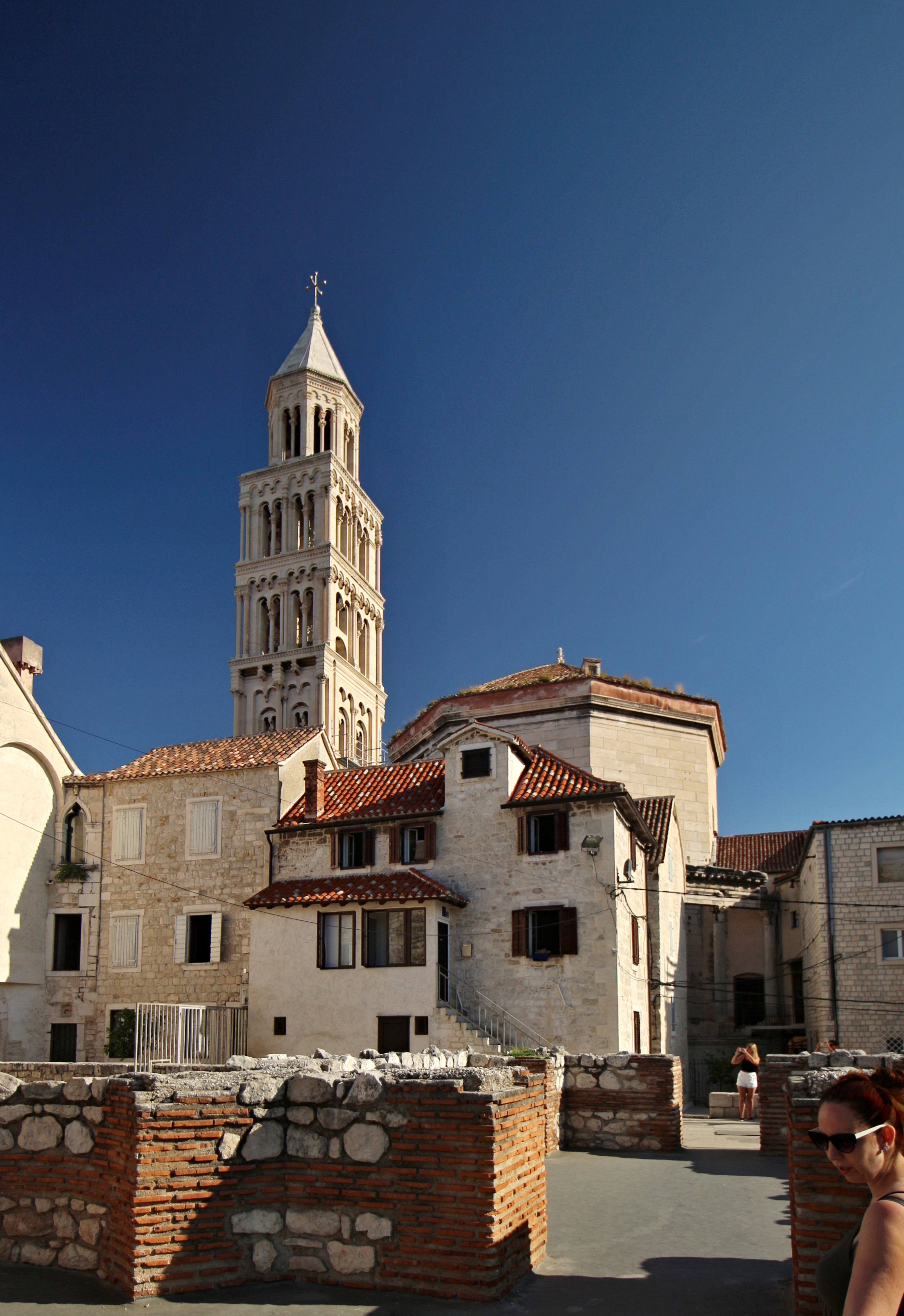
Katedrála sv. Domnia ve Splitu je nejstarší funkční katedrála na světě

Když byla Salona v 6. století vypleněna Avary a Slovany, místní obyvatelé přenesli světcovy ostatky do nedalekého Diokleciánova mauzolea, v jehož zdech byla vystavěna katedrála zasvěcená Domniovi. Kolem ní postupně vniklo přilehlé město Split (lat. Spalatum), které svým významem nahradilo Salonu. Relikvie svatého Domnia byly uloženy ve splitské katedrále.
Svatý Domnius se stal patronem města a katedrála svatého Domnia byla vestavěna přímo uprostřed mauzolea císaře Diokleciána, který Domnia nechal umučit.
Bazilika svatého Jana Lateránského v Římě si činí nárok na některé z Domniových relikvií, poté, co si v 7. století papež Jan IV. vyžádal, aby byly ostatky mučedníka jménem Domnio dopraveny do Říma.